# أنويق
أنويق هي قرية في مقاطعة ورزقان، إيران. عدد سكان هذه القرية هو 68 في سنة 2006.